# Podsreda
Podsreda (njem. Hörberg) naselje je u slovenskoj Općini Kozju. Podsreda se nalazi u pokrajini Štajerskoj i statističkoj regiji Savinjskoj. 

## Stanovništvo
Prema popisu stanovništva iz 2002. godine naselje je imalo 206 stanovnika.